# Fúria (gente)

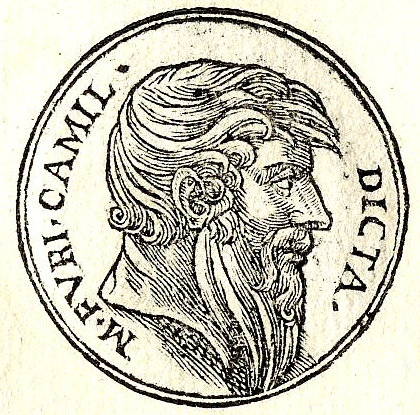
Marco Fúrio Camilo, tribuno consular em 401, 398, 394, 386, 384 e 381 a.C.; ditador em 396, 390, 389, 368 e 367 a.C..
Gravura de 1553 no Promptuarii Iconum Insigniorum.

A gente Fúria, originalmente grafada Fúsia (em latim: Furia ou Fusia; pl. Furii ou Fusii), era uma das mais antigas e nobres gentes patrícias da Roma Antiga. Seus membros ocuparam os mais altos postos da magistratura romana durante todo o período republicano. O primeiro dos Fúrios a chegar ao consulado foi Sexto Fúrio Medulino em 488 a.C.

## Origem
A antiguidade dos Fúrios é confirmada pela forma antiga do nome, "Fusius", encontrada já nos primeiros dias da República. Um processo similar levou à consolidação dos nomes ("nomina") dos Papírios, Valérios e Vetúrios a partir das formas primitivas "Papisius", "Valesius" e "Vetusius". Contudo, nada mais se sabe sobre a origem da gente Fúria. Uma figura lendária, Espúrio Fúsio, aparece representando os sacerdotes romanos na época de Túlio Hostílio, o terceiro rei de Roma. A partir de inscrições funerárias encontradas em Túsculo, é possível inferir que o nome "Furius" eram muito comum na região e, portanto, geralmente se acredita que a gente Fúria, como a gente Fúlvia, veio de Túsculo.
Como o primeiro membro da gente Fúria na história, Sexto Fúrio Medulino, cônsul em 488 a.C., aparece apenas cinco anos depois de uma aliança que Espúrio Cássio firmou com os latinos (Foedus Cassianum), a tribo à qual pertenciam os tusculanos, supõe-se que a origem tusculana dos Fúrios não seja de todo improvável. Porém, o cognome "Medulino" (em latim: "Medullinus"), o ramo mais antigo da gente, pode indicar que a gente teria vindo da antiga cidade latina de Medullia, conquistada por Anco Márcio, o quarto rei de Roma, no final do século VII a.C.
O nome Fúrio é um agnome patronímico derivado de "Fuso", aparentemente um antigo prenome extinto antes dos tempos históricos. Ele foi preservado, porém, como um agnome utilizado por muitos dos primeiros Fúrios, incluindo as famílias dos Medulinos e dos Pácilos. Cosso, um cognome dos Cornélios, muito mais tarde revivido como um prenome, pode ter tido uma origem similar.

## Prenomes
Os principais prenomes (em latim: praenomina) utilizados pelos membros desta gente são Lúcio, Espúrio, Públio, Marco, Agripa, Sexto e Quinto. Os Fúrios Pácilos utilizaram ainda Caio, um prenome que não aparece em nenhuma outra família da gente Fúria.
Outros prenomes apareceram no final do período republicano e podem representar famílias plebeias da gente. Os Fúrios Brocos se destacam pelo uso de Cneu e Tito. Um poeta do final do século II tinha o prenome Aulo e um Fúrio de ordem equestre da época de Cícero tinha o nome de Numério.

## Ramos e cognomes

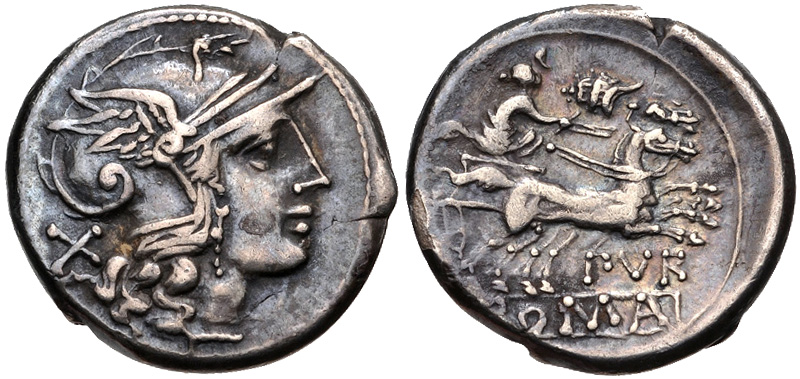
Purpureo Denaus

Os cognomes (em latim: cognomina) desta gente são Acúleo, Bibáculo, Broco, Camilo, Crássipes, Fuso, Lusco, Medulino, Pácilo, Filo e Purpúreo. Os únicos que aparecem em moedas são Broco, Crássipes, Filo e Purpúreo.
Fuso era o agnome de duas famílias, os Medulinos e os Pácilos. Alguns membros da gente Fúria que aparecem nos Fastos sem nenhum cognome além de Fuso provavelmente pertenciam à estas duas famílias e não devem ser considerados como uma família distinta.
Há pessoas com o nome Fúrio que eram plebeus, pois assumiram o posto de tribuno da plebe. Eles ou foram demovidos de patrícios para plebeus ou, como foi o caso comprovado de um deles, eram descendentes de algum liberto de uma família dos Fúrios.

## Membros

### Primeiros Fusos
- Espúrio Fúsio, nomeado pelos sacerdotes romanos para realizar um juramento ritual em nome da cidade antes da luta dos Horácios e os Curiácios durante o reinado de Túlio Hostílio.[4]

### Fúrios Medulinos
- Sexto Fúrio Medulino Fuso, cônsul em 488 a.C..
- Espúrio Fúrio Medulino Fuso, cônsul em 481 a.C..
- Lúcio Fúrio Medulino Fuso, cônsul em 474 a.C..
- Públio Fúrio Medulino Fuso, cônsul em 472 a.C..
- Espúrio Fúrio Medulino Fuso, cônsul em 464 a.C..
- Públio Fúrio Medulino Fuso, irmão e legado de Espúrio, o cônsul em 464 a.C., morto na guerra contra os équos.[5][6]
- Agripa Fúrio Fuso, cônsul em 446 a.C..
- Lúcio Fúrio Medulino Fuso, tribuno consular em 432, 425 e 420 a.C.[7]
- Lúcio Fúrio Medulino, cônsul em 413 e 409 a.C.; e tribuno consular em 407, 405, 398, 397, 395, 394 e 391 a.C..
- Espúrio Fúrio Medulino, tribuno consular em 400 a.C.[8]
- Lúcio Fúrio Medulino, tribuno consular em 381 e 370 a.C.; censor em 363 a.C..
- Espúrio Fúrio Medulino, tribuno consular em 378 a.C., comandou a guerra contra os volscos em Âncio.[9]

### Fúrios Fusos
- Marco Fúrio Fuso, tribuno consular em 403 a.C.[8][10]
- Agripa Fúrio Fuso, tribuno consular em 391 a.C..[8][11]

### Fúrios Pácilos
- Caio Fúrio Pácilo Fuso, cônsul em 441 a.C. e tribuno consular em 426 a.C..
- Caio Fúrio Pácilo, cônsul em 412 a.C..
- Caio Fúrio Pácilo, cônsul em 251 a.C., durante a Primeira Guerra Púnica.

### Fúrios Camilos
- Marco Fúrio Camilo, tribuno consular em 401, 398, 394, 386, 384 e 381 a.C.; ditador em 396, 390, 389, 368 e 367 a.C..
- Espúrio Fúrio Camilo, um dos primeiros pretores nomeados depois da criação do cargo, em 367 a.C.[12][13]
- Lúcio Fúrio Camilo, ditador em 350 e cônsul em 349 a.C..
- Lúcio Fúrio Camilo, cônsul em 338 e 325 a.C..
- Marco Fúrio Camilo, cônsul em 8.
- Lúcio Arrúncio Camilo Escriboniano, cônsul em 32, participou de uma revolta depois, mas foi rapidamente derrotado e exilado.
- Fúrio Camilo Escriboniano, exilado em 53 por ter consultado os caldeus sobre a data da morte do imperador Cláudio.[14]

### Fúrios Filos
- Públio Fúrio Filo, cônsul em 223 a.C..
- Públio Fúrio Filo, informou Cipião Africano do desejo de Lúcio Cecílio Metelo e outros de abandonarem Roma depois da Batalha de Canas.[15]
- Públio Fúrio Filo, pretor em 174 a.C., governou a Hispânia Citerior como província.[16]
- Lúcio Fúrio Filo, pretor em 171 a.C., governou a Sardenha como província.[17]
- Lúcio Fúrio Filo, cônsul em 136 a.C..
- Marco Fúrio Filo, triúnviro monetário em 119 a.C..

### Fúrios Bibáculos
- Lúcio Fúrio Bibáculo, questor, morreu na Batalha de Canas em 216 a.C.[18]
- Lúcio Fúrio Bibáculo, pretor.[19]
- Marco Fúrio Bibáculo, poeta satírico do século I a.C..

### Fúrios Purpúreos
- Lúcio Fúrio Purpúreo, cônsul em 196 a.C..
- Fúrio Purpúreo, triúnviro monetário entre 169 e 158 a.C..

### Fúrios Crássipes
- Marco Fúrio Crássipes, pretor em 187 e 173 a.C..
- Públio Fúrio Crássipes, edil curul em 84 a.C..
- Fúrio Crássipes, questor na Bitínia em 51 a.C. e marido da filha de Cícero, Túlia Cícera.

### Fúrios Brocos
- Lúcio Fúrio Broco, triúnviro monetário em 63 a.C..
- Tito Fúrio Broco, tio de Quinto Ligário, um soldado defendido por Cícero.[20]
- Cneu Fúrio Broco, pego em adultério e punido severamente.[21]

### Outros
- Públio Fúrio, um dos triumviri agro dando nomeados depois da anexação de Âncio em 467 a.C.[22]
- Quinto Fúrio, pontífice máximo em 449 a.C., organizou a primeira Assembleia do povo na qual os primeiros tribunos da plebe foram eleitos.[23]
- Lúcio Fúrio, tribuno da plebe em 307 a.C., evitou que a Assembleia das centúrias elegesse Ápio Cláudio Cego se ele não concordasse em abdicar ao seu cargo de censor, como mandava a lei.[24]
- Lúcio Fúrio, pretor em 200 a.C., triunfou sobre os gauleses depois da Batalha de Cremona em 200 a.C.. Provavelmente é o Lúcio Fúrio Purpúreo que foi cônsul em 196 a.C..
- Marco Fúrio, legado do pretor Lúcio Fúrio em 200 a.C.[25]
- Caio Fúrio Acúleo, questor de Cipião Asiático, condenado por peculato em 187 a.C.[26]
- Caio Fúrio, duúnviro naval em 178 e legado em 170 a.C..
- Aulo Fúrio Ância, um poeta do século I a.C., admirado por Aulo Gélio e Virgílio.
- Públio Fúrio, 'tribuno da plebe em 100 a.C..
- Fúrio, um navarchus de Heracleia que, apesar de inocente, foi condenado à morte por Caio Verres.[27]
- Numério Fúrio, um equestre na época de Cícero.[28]
- Públio Fúrio, um dos colonos militares a quem Sula doou terras em Fesulas e um dos conspiradores da Conspiração de Catilina.[29][30]
- Fúrio Antiano, um jurisconsulto de data incerta, provavelmente anterior a Alexandre Severo.[31]
- Caio Fúrio Sabino Áquila Timesiteu, prefeito pretoriano em 241.
- Marco Mécio Fúrio Barbúrio Ceciliano Plácido, cônsul em 343.